# 門奈正
門奈 正（もんな ただし、安政2年4月（1855年） - 昭和4年（1929年）9月22日）は、日本の剣道家。流派は水府流、北辰一刀流。称号は大日本武徳会剣道範士。

## 生涯

### 生い立ち
代々水戸藩付家老を務める門奈家の8人兄妹の4人目として生まれる。3歳のとき母を亡くす。幕末期に水戸藩では内乱が起こり、父・圭齋は天狗党の武田耕雲斎に与し獄中死。長兄・忠直は切腹。次兄・左近と正は元服前であったことから死罪は免れたが座敷牢に幽閉された。正は元治元年（1864年）から明治元年（1868年）まで約5年間幽閉された。

### 東武館での修業時代
明治元年（1868年）、維新の恩赦で解放される。水戸藩校・弘道館で豊島源八に水府流剣術を学び、免許皆伝を受ける。明治5年（1872年）に弘道館が閉鎖されると、帰農したという。
明治15年（1882年）、元水戸藩矢倉奉行で弘道館剣術指南役であった小澤寅吉の道場東武館に入門。寅吉に北辰一刀流剣術を、寅吉の長男一郎に新田宮流抜刀術を学び、いずれも免許皆伝を受ける。東武館での稽古相手に内藤高治がいたが、内藤は門奈が入門した翌年に上京して回国修行を開始した。
明治18年（1885年）より、元玄武館塾頭で茨城県警察本署撃剣師範の下江秀太郎が東武館で剣術を指南し、門奈は下江の教えを受けた。

### 警視庁奉職時代
明治21年（1888年）、警視庁撃剣世話掛となっていた下江の招きで警視庁に出仕し、富岡門前署撃剣世話掛となる。同年10月、回国修行を終えた内藤高治も警視庁に出仕し、下江の斡旋で門奈と同じ富岡門前署に配属された。その後、下江、内藤とともに下谷署に異動する。門奈は「下江の技を最も受け継いだ」と評されるようになる。
明治25年（1892年）、神田小川町署の撃剣世話掛副主任となり、初めて下江と別の署に異動となった。当時の神田小川町署の撃剣世話掛主任は鏡新明智流士学館四天王の一人であった兼松直廉であった。
明治26年（1893年）、千葉県へ武者修行の旅に出て、香取神道流17世・飯篠盛貞の道場を訪ね手合わせを求める。同流は他流試合を禁じているため断られたが、同地に北辰一刀流の道場を開いている豪農宅を紹介され、その豪農宅で100人相手に9時間連続の立ち切り稽古を行った。
同年、警視庁の各署に試合を挑んだ本間三郎（本間念流）に、内藤高治、得能関四郎（直心影流）、柴田衛守（鞍馬流）ら世話掛が次々と敗れ、門奈も敗れたが、再度の試合で勝った。この門奈の勝ちが警視庁側の唯一の勝ちとなった。さらに同年、皇宮警察の猿田東之助（積川一刀流）と対戦し勝利する。
明治27年（1894年）、日清戦争の混乱からの居留民保護のため、警視庁の撃剣世話掛たちが朝鮮半島に派遣された。門奈は平壌の戦いで、立見尚文が率いる歩兵第10旅団に属し、ある状況で清国兵28人を斬った。
明治31年（1898年）、下江が愛知県警察部に転勤。
明治32年（1899年）、内藤が警視庁を退職し京都の大日本武徳会本部教授に就任。同じころ門奈も神奈川県警察部に転じる。横浜に道場・常陽館を開き、大日本武徳会神奈川支部の設立に尽力。同年、大日本武徳会から精錬証を授与される。
明治37年（1904年）、妻・浪子が死去する。二人の間に子供はおらず、門奈は独身となった。

### 大日本武徳会本部時代
明治40年（1907年）、内藤の招きで京都の大日本武徳会本部教授に就任。「技の門奈、気の内藤」と並び称され、大日本武徳会の双璧をなす。
明治44年（1911年）、剣道形制定のため全国から25名の剣道家が選抜され、委員会が発足した。門奈はそのうち5名の主査の一人に抜擢された。約1年間の討論を経て、大正元年（1912年）に大日本帝国剣道形を発表した。
大正2年（1913年）、大日本武徳会から範士号を授与された。範士は60歳以上との決まりがあったが、門奈正（59歳）、内藤高治（52歳）、高野佐三郎（52歳）は特例での授与となった。
大正8年（1919年）、37歳年下の女性と恋仲になったことで、大日本武徳会本部を解任された。女性の名は愛子といい、元祇園の芸妓であったといわれる。解任されるほど問題のあることであったのかは分からないが、この年大日本武徳会副会長兼武術専門学校校長に就任した西久保弘道が綱紀粛正に力を入れていたことも影響したのではないかと考えられている。
本部を解任された門奈は愛知支部教授となり名古屋に移住した。名古屋武徳殿で指導し、第八高等学校等でも師範を務めるなど剣道を続けたが、剣道家との個人的な交際は拒絶して、愛子と隠棲した。愛子は門奈失脚の原因となった女性として世間の好奇の目に晒されたが、門奈の傍らにあってよく仕えた。

### 晩年
『大日本剣道史』を著した堀正平は、60代の門奈正について、「高野佐三郎、内藤高治より大いに勝れていた。65歳くらいが盛りだったと思う」と評した。この頃門奈は、「毎夜、剣道の夢を見ないようでは駄目だ」と言った。
昭和4年（1929年）、門奈は宮中天覧試合で審判員を務め、同年9月22日に死去した。
昭和6年（1931年）、愛子は京都南禅寺に門奈正と浪子の墓を建立した。碑文は東京帝国大学教授の塩谷温が撰した。愛子はその後剣道関係者の前から消息を絶ち、昭和52年（1977年）に85歳で亡くなった。愛子の墓は、門奈正、浪子夫妻の墓に並んで建てられた。